# 7-(ثنائي بروبيل أمينو)-8،7،6،5-رباعي هيدرو نفثالين-1-ول
7-(ثنائي بروبيل أمينو)-8،7،6،5-رباعي هيدرو نفثالين-1-ول (ومختصره 8-OH-DPAT) هو مادة كيميائية بحثية تتبع التصنيف الكيميائي أمينوتترالين كانت تستخدم في أبحاث مستقبل سيروتونين 1أ، وكان أول ناهض تام رئيسي يكتشف.
في الأصل كان يعتقد أنه ناهض انتقائي لمستقبل 5-HT1A لكنه ظهر ناهض لمستقبل سيروتونين 7 وكذلك مثبط استرداد السيروتونين وعامل تحرير السيروتونين.
في الدراسات الحيوانية، ظهر له تأثيرات مضاد اكتئاب ومضاد قلق ومضاد عدوانية ومفقد للشهية ومضاد قيء وخافض للحرارة وخافض للضغط ومبطئ للنبض ويزيد من التنفس ومسكن.